# Rachel Danzigerová van Embden
Rachel Danzigerová van Embden, nepřechýleně Rachel Danziger van Embden (28. listopadu 1870, Amsterdam – asi 1946) byla nizozemská hudební skladatelka židovského původu perzekvované nacistickým režimem.

## Život
O životě Rachel Danzigerové není mnoho známo. Narodila se v Amsterdamu v rodině židovského obchodníka s diamanty. Hudbu studovala mj. u muzikologa Jacquese Hartoga (1837-1917), který byl mj. autorem biografie o Richardu Wagnerovi.
V roce 1891 se provdala za továrníka Oscara Danzigera (1861-1930). V roce 1892 se manželé přestěhovali do Berlína, kde se jim narodily čtyři dcery.
Na počátku 20. století se Rachel proslavila jako autorka operet, v roce 1940 se však její jméno dostalo na nacistický seznam židovských autorů Lexikon der Juden in der Musik.
V roce 1943 byla Rachel a její děti deportováni do koncentračních táborů Terezín, Osvětim, Westerbork a Sobibor. Dvě z dcer zahynuly v táborech, jedné se podařilo přežít, osud čtvrté nejmladší dcery ani Rachel není zcela jasný. Podle některých teorií zemřely v Terezíně, podle novějších výzkumů převládají domněnky, že se jim podařilo přežít a emigrovat do Británie, kde měla Rachel v roce 1946 zemřít.

## Dílo
- Die Dorfkomtesse (Vesnická hraběnka), první opereta napsaná ženou. Premiéru měla v roce 1909 ve Stockholmu a naposledy byla uvedena o rok později v Berlíně. V roce 2023 po více než sto letech od prvního uvedení vrací v na pódium koncertním provedení, a to v rámci projektu Musica non grata v Terezíně, Litoměřicích a Lobkovickém paláci na Malé Straně v Praze.[2]
- Ulanenstreiche (Šibalství hulánů), 1916
- Weinende Erben (Plačící dědicové), 1918
- Als er wiederkam (Když se vrátil), 1920

V roce 1919 se rovněž podílela na tvorbě hudby k filmu Opfer der Schmach. Die rote Laterne (Oběti hanby. Červená lucerna) režiséra Williama Kahna